# Europaspiele 2015/Teilnehmer (Italien)
| Gelbes Symbol für Goldmedaillen mit stilisierten Olympischen Ringen | Graues Symbol für Silbermedaillen mit stilisierten Olympischen Ringen | Braundes Symbol für Bronzemedaillen mit stilisierten Olympischen Ringen |
| ------------------------------------------------------------------- | --------------------------------------------------------------------- | ----------------------------------------------------------------------- |
| 10                                                                  | 26                                                                    | 11                                                                      |

Italien nahm in Baku an den Europaspielen 2015 teil. Vom Comitato Olimpico Nazionale Italiano wurden 295 Athleten in 19 Sportarten nominiert.

## Badminton
| Athleten                          | Wettbewerb | Gruppenphase                         | Gruppenphase | Gruppenphase | Gruppenphase | Achtelfinale    | Achtelfinale | Viertelfinale | Viertelfinale | Halbfinale | Halbfinale | Finale | Finale   | Rang |
| Athleten                          | Wettbewerb | Gegner                               | Ergebnis     | Punkte       | Rang         | Gegner          | Ergebnis     | Gegner        | Ergebnis      | Gegner     | Ergebnis   | Gegner | Ergebnis | Rang |
| --------------------------------- | ---------- | ------------------------------------ | ------------ | ------------ | ------------ | --------------- | ------------ | ------------- | ------------- | ---------- | ---------- | ------ | -------- | ---- |
| Frauen                            |            |                                      |              |              |              |                 |              |               |               |            |            |        |          |      |
| Jeanine Cicognini                 | Einzel     | Kristína Ludíková                    | 10:21, 6:21  | 4            | 2            | Line Kjærsfeldt | 10:21, 23:25 | –             | –             | –          | –          | –      | –        |      |
| Jeanine Cicognini                 | Einzel     | Jana Čižnárová                       | 21:16, 21:17 | 4            | 2            | Line Kjærsfeldt | 10:21, 23:25 | –             | –             | –          | –          | –      | –        |      |
| Jeanine Cicognini                 | Einzel     | Kaja Stanković                       | 21:19, 22:20 | 4            | 2            | Line Kjærsfeldt | 10:21, 23:25 | –             | –             | –          | –          | –      | –        |      |
| Männer                            |            |                                      |              |              |              |                 |              |               |               |            |            |        |          |      |
| Rosario Maddaloni                 | Einzel     | Samuel Cali                          | 21:3, 21:10  | 4            | 2            | Emil Holst      | 16:21, 16:21 | –             | –             | –          | –          | –      | –        |      |
| Rosario Maddaloni                 | Einzel     | Misha Zilberman                      | 12:21, 15:21 | 4            | 2            | Emil Holst      | 16:21, 16:21 | –             | –             | –          | –          | –      | –        |      |
| Rosario Maddaloni                 | Einzel     | Kanan Rzayev                         | 21:6, 21:15  | 4            | 2            | Emil Holst      | 16:21, 16:21 | –             | –             | –          | –          | –      | –        |      |
| Giovanni Greco, Rosario Maddaloni | Doppel     | Povilas Bartušis, Alan Plavin        | 21:17, 21:16 | 2            | 3            | –               | –            | –             | –             | –          | –          | –      | –        |      |
| Giovanni Greco, Rosario Maddaloni | Doppel     | Raphael Beck Andreas Heinz           | 14:21, 6:21  | 2            | 3            | –               | –            | –             | –             | –          | –          | –      | –        |      |
| Giovanni Greco, Rosario Maddaloni | Doppel     | Zvonimir Đurkinjak Zvonimir Hölbling | 8:21, 13:21  | 2            | 3            | –               | –            | –             | –             | –          | –          | –      | –        |      |

## Basketball 3x3
| Athleten                                                     | Gruppenphase                                  | Achtelfinale | Achtelfinale | Viertelfinale | Viertelfinale | Halbfinale | Halbfinale | Finale/Spiel um Bronze | Finale/Spiel um Bronze | Rang |
| Athleten                                                     | Gruppenphase                                  | Gegner       | Ergebnis     | Gegner        | Ergebnis      | Gegner     | Ergebnis   | Gegner                 | Ergebnis               | Rang |
| ------------------------------------------------------------ | --------------------------------------------- | ------------ | ------------ | ------------- | ------------- | ---------- | ---------- | ---------------------- | ---------------------- | ---- |
| Männer                                                       |                                               |              |              |               |               |            |            |                        |                        |      |
| Giacomo Mariani Claudio Negri Damiano Verri Gionata Zampolli | Serbien 14:21 Griechenland 9:11 Estland 21:11 | Spanien      | 20:22        | –             | –             | –          | –          | –                      | –                      |      |

## Beachsoccer
| Athleten | Gruppenphase                                   | Halbfinale | Halbfinale | Spiel um Bronze | Spiel um Bronze | Finale   | Finale   | Rang   |
| Athleten | Gruppenphase                                   | Gegner     | Ergebnis   | Gegner          | Ergebnis        | Gegner   | Ergebnis | Rang   |
| --- | ---------------------------------------------- | ---------- | ---------- | --------------- | --------------- | -------- | -------- | ------ |
| Männer |                                                |            |            |                 |                 |          |          |        |
| Francesco Corosiniti Simone del Mestre Michele di Palma Alessio Frainetti Gabriele Gori Simone Marinai Matteo Marrucci Paolo Palmacci Giuseppe Platania Dario Ramacciotti Stefano Spada Emmanuele Zurlo | Spanien 1:1, 3:5 i. E. Russland 6:4 Ungarn 5:4 | Schweiz    | 7:4        | –               | –               | Russland | 2:3      | Silber |

## Beachvolleyball
| Athleten                        | Gruppenphase                               | 1. Runde (32er)                     | 1. Runde (32er) | Achtelfinale                        | Achtelfinale | Viertelfinale                   | Viertelfinale | Halbfinale | Halbfinale | Finale/Spiel um Bronze                | Finale/Spiel um Bronze | Rang |
| Athleten                        | Gruppenphase                               | Gegner                              | Ergebnis        | Gegner                              | Ergebnis     | Gegner                          | Ergebnis      | Gegner     | Ergebnis   | Gegner                                | Ergebnis               | Rang |
| ------------------------------- | ------------------------------------------ | ----------------------------------- | --------------- | ----------------------------------- | ------------ | ------------------------------- | ------------- | ---------- | ---------- | ------------------------------------- | ---------------------- | ---- |
| Frauen                          |                                            |                                     |                 |                                     |              |                                 |               |            |            |                                       |                        |      |
| Laura Giombini, Giulia Toti     | Österreich 2:0 Lettland 2:1 Tschechien 2:1 | Vivian Cunha, Zinaida Lyubimova     | 2:1             | Rimke Braakman, Jolien Sinnema      | 2:1          | Nicole Eiholzer, Nina Betschart | 0:2           | –          | –          | Ieva Dumbauskaitė, Monika Povilaitytė | 0:2                    | 4    |
| Daniela Gioria, Giulia Momoli   | Belarus 2:1 Spanien 0:2 Finnland 2:0       | Karolina Baran, Jagoda Gruszczyńska | 0:2             | –                                   | –            | –                               | –             | –          | –          | –                                     | –                      |      |
| Männer                          |                                            |                                     |                 |                                     |              |                                 |               |            |            |                                       |                        |      |
| Matteo Ingrosso, Paolo Ingrosso | Ukraine 2:0 Lettland 2:0 Griechenland 2:0  | –                                   | –               | Dmitri Barsuk, Jaroslaw Koschkarjow | 1:2          | –                               | –             | –          | –          | –                                     | –                      |      |
| Alex Ranghieri, Enrico Rossi    | Norwegen 2:0 Litauen 2:0 Aserbaidschan 2:0 | –                                   | –               | Jan Hadrava, Přemysl Kubala         | 1:2          | –                               | –             | –          | –          | –                                     | –                      |      |

## Bogenschießen
| Athleten                       | Wettbewerb | Platzierungsrunde | Platzierungsrunde | 1. Runde (64er)     | 1. Runde (64er) | 2. Runde (32er)      | 2. Runde (32er) | Achtelfinale       | Achtelfinale | Viertelfinale | Viertelfinale | Halbfinale | Halbfinale | Finale   | Finale   | Rang |
| Athleten                       | Wettbewerb | Ringe             | Rang              | Gegner              | Ergebnis        | Gegner               | Ergebnis        | Gegner             | Ergebnis     | Gegner        | Ergebnis      | Gegner     | Ergebnis   | Gegner   | Ergebnis | Rang |
| ------------------------------ | ---------- | ----------------- | ----------------- | ------------------- | --------------- | -------------------- | --------------- | ------------------ | ------------ | ------------- | ------------- | ---------- | ---------- | -------- | -------- | ---- |
| Frauen                         |            |                   |                   |                     |                 |                      |                 |                    |              |               |               |            |            |          |          |      |
| Guendalina Sartori             | Einzel     | 648               | 6                 | Dangerūta Nosalienė | 7 : 3           | Miriam Alarcón       | 6 : 4           | Elena Richter      | 6 : 4        | Alicia Marín  | 2 : 6         | –          | –          | –        | –        | 5    |
| Elena Tonetta                  | Einzel     | 637               | 16                | Ariadni Chorti      | 6 : 2           | Weronika Martschenko | 7 : 3           | Lisa Unruh         | 6 : 2        | Karina Winter | 1 : 7         | –          | –          | –        | –        | 5    |
| Natalia Valeeva                | Einzel     | 653               | 3                 | Lirije Sahiti       | w/o             | Yuliya Lobzhenidze   | 2 : 6           | –                  | –            | –             | –             | –          | –          | –        | –        | 17   |
| Mannschaft                     | Mannschaft | 1938              | 3                 | –                   | –               | –                    | –               | Griechenland       | 6 : 2        | Dänemark      | 5 : 4         | Russland   | 5 : 3      | Belarus  | 5 : 3    | Gold |
| Männer                         |            |                   |                   |                     |                 |                      |                 |                    |              |               |               |            |            |          |          |      |
| Michele Frangilli              | Einzel     | 650               | 36                | Mitch Dielemans     | 3 : 7           | –                    | –               | –                  | –            | –             | –             | –          | –          | –        | –        | 33   |
| Mauro Nespoli                  | Einzel     | 683               | 1                 | Hazir Asllani       | 6 : 0           | Rafał Wojtkowiak     | 6 : 0           | Sławomir Napłoszek | 4 : 6        | –             | –             | –          | –          | –        | –        | 9    |
| David Pasqualucci              | Einzel     | 666               | 13                | Darren Wallace      | 6 : 2           | Jeff Henckels        | 4 : 6           | –                  | –            | –             | –             | –          | –          | –        | –        | 17   |
| Mannschaft                     | Mannschaft | 1999              | 5                 | –                   | –               | –                    | –               | Aserbaidschan      | 5 : 4        | Ukraine       | 2 : 6         | –          | –          | –        | –        | 5    |
| Mixed                          |            |                   |                   |                     |                 |                      |                 |                    |              |               |               |            |            |          |          |      |
| Natalia Valeeva, Mauro Nespoli | Team       | 1336              | 1                 | –                   | –               | –                    | –               | Aserbaidschan      | 6 : 0        | Niederlande   | 6 : 2         | Ukraine    | 5 : 1      | Georgien | 5 : 3    | Gold |

## Boxen
| Athleten              | Wettbewerb                    | 1. Runde (32er)     | 1. Runde (32er) | Achtelfinale      | Achtelfinale | Viertelfinale     | Viertelfinale | Halbfinale           | Halbfinale | Finale                | Finale   | Rang   |
| Athleten              | Wettbewerb                    | Gegner              | Ergebnis        | Gegner            | Ergebnis     | Gegner            | Ergebnis      | Gegner               | Ergebnis   | Gegner                | Ergebnis | Rang   |
| --------------------- | ----------------------------- | ------------------- | --------------- | ----------------- | ------------ | ----------------- | ------------- | -------------------- | ---------- | --------------------- | -------- | ------ |
| Frauen                |                               |                     |                 |                   |              |                   |               |                      |            |                       |          |        |
| Terry Gordini         | Fliegengewicht bis 51 kg      | –                   | –               | Sajana Sagatajewa | 1:2          | –                 | –             | –                    | –          | –                     | –        |        |
| Marzia Davide         | Bantamgewicht bis 54 kg       | –                   | –               | Marjut Lausti     | 3:0          | Ewelina Wicherska | 3:0           | Azize Nimani         | 2:1        | Jelena Saweljewa      | 0:3      | Silber |
| Romina Marenda        | Leichtgewicht bis 60 kg       | –                   | –               | Ioana Mera        | 3:0          | Estelle Mossely   | 0:3           | –                    | –          | –                     | –        |        |
| Valentina Alberti     | Weltergewicht bis 64 kg       | –                   | –               | Agnes Alexiusson  | 2:0          | Camilla Jensen    | 3:0           | Aneta Rygielska      | 3:0        | Anastassija Beljakowa | 0:3      | Silber |
| Francesca Amato       | Mittelgewicht bis 75 kg       | –                   | –               | Kateryna Shambir  | 1:2          | –                 | –             | –                    | –          | –                     | –        |        |
| Männer                |                               |                     |                 |                   |              |                   |               |                      |            |                       |          |        |
| Vincenzo Picardi      | Fliegengewicht bis 52 kg      | –                   | –               | Muhammad Ali      | 3:0          | Ferhat Pehlivan   | 2:1           | Viliam Tankó         | 3:0        | Elvin Məmişzadə       | 0:3      | Silber |
| Riccardo D’Andrea     | Bantamgewicht bis 56 kg       | Jurij Schestak      | 2:1             | Samuel Kistohurry | 3:0          | Bachtowar Nasirow | 0:3           | –                    | –          | –                     | –        |        |
| Donato Cosenza        | Leichtgewicht bis 60 kg       | –                   | –               | Sean McComb       | 0:3          | –                 | –             | –                    | –          | –                     | –        |        |
| Vincenzo Mangiacapre  | Halbweltergewicht bis 64 kg   | –                   | –               | Adem Avcı         | 3:0          | Hassan Amzile     | 2:1           | Kastriot Sopa        | 3:0        | Collazo Sotomayor     | 0:3      | Silber |
| Dario Morello         | Weltergewicht bis 69 kg       | –                   | –               | Adam Nolan        | 0:3          | –                 | –             | –                    | –          | –                     | –        |        |
| Salvatore Cavallaro   | Mittelgewicht bis 75 kg       | Aleksandar Drenovak | 3:0             | Anthony Fowler    | 3:0          | Maxim Koptjakow   | 2:1           | –                    | –          | –                     | –        |        |
| Valentino Manfredonia | Halbschwergewicht bis 81 kg   | –                   | –               | Ukë Smajli        | 0:3          | Džemal Bošnjak    | 2:1           | Oleksandr Chyschnjak | 2:1        | Teymur Məmmədov       | 0:3      | Silber |
| Guido Vianello        | Superschwergewicht über 91 kg | –                   | –               | Dean Gardiner     | 0:3          | –                 | –             | –                    | –          | –                     | –        |        |

## Fechten
| Athleten             | Wettbewerb         | Gruppenphase | Gruppenphase | 1. Runde (32er)             | 1. Runde (32er) | Achtelfinale          | Achtelfinale | Viertelfinale       | Viertelfinale | Halbfinale / Klassifikation | Halbfinale / Klassifikation | Finale / Platzierung   | Finale / Platzierung | Rang   |
| Athleten             | Wettbewerb         | Bilanz       | Platzierung  | Gegner                      | Ergebnis        | Gegner                | Ergebnis     | Gegner              | Ergebnis      | Gegner                      | Ergebnis                    | Gegner                 | Ergebnis             | Rang   |
| -------------------- | ------------------ | ------------ | ------------ | --------------------------- | --------------- | --------------------- | ------------ | ------------------- | ------------- | --------------------------- | --------------------------- | ---------------------- | -------------------- | ------ |
| Frauen               |                    |              |              |                             |                 |                       |              |                     |               |                             |                             |                        |                      |        |
| Camilla Batini       | Degen Einzel       | 6:0 Siege    | 1            | –                           | –               | Ewa Nelip             | 11:15        | –                   | –             | –                           | –                           | –                      | –                    |        |
| Brenda Briasco       | Degen Einzel       | 3:3 Siege    | 3            | Ewa Nelip                   | 14:15           | –                     | –            | –                   | –             | –                           | –                           | –                      | –                    |        |
| Giulia Rizzi         | Degen Einzel       | 5:1 Siege    | 1            | Réka Bohus                  | 15:7            | Corinna Lawrence      | 15:12        | Simona Gherman      | 10:15         | –                           | –                           | –                      | –                    |        |
| Alberta Santuccio    | Degen Einzel       | 3:3 Siege    | 5            | Jana Swerewa                | 10:13           | –                     | –            | –                   | –             | –                           | –                           | –                      | –                    |        |
| Degen Mannschaft     | Degen Mannschaft   | –            | –            | –                           | –               | –                     | –            | Estland             | 36:45         | –                           | –                           | Russland               | 40:36                | Bronze |
| Chiara Cini          | Florett Einzel     | 3:2 Siege    | 3            | Olivia Wohlgemuth           | 15:9            | Eva Hampel            | 12:15        | –                   | –             | –                           | –                           | –                      | –                    |        |
| Valentina Cipriani   | Florett Einzel     | 2:3 Siege    | 5            | Flóra Pásztor               | 15:5            | Diana Jakowlewa       | 15:9         | Eva Hampel          | 15:11         | Jana Alborowa               | 10:15                       | –                      | –                    | Bronze |
| Carolina Erba        | Florett Einzel     | 3:2 Siege    | 3            | Delphine Groslambert        | 15:4            | Alice Volpi           | 12:15        | –                   | –             | –                           | –                           | –                      | –                    |        |
| Alice Volpi          | Florett Einzel     | 5:0 Siege    | 1            | –                           | –               | Carolina Erba         | 15:12        | Carolin Golubytskyi | 15:5          | Adelina Sagidullina         | 15:13                       | Jana Alborowa          | 15:11                | Gold   |
| Florett Mannschaft   | Florett Mannschaft | –            | –            | –                           | –               | –                     | –            | –                   | –             | Frankreich                  | 29:45                       | Polen                  | 45:28                | Bronze |
| Sofia Ciaraglia      | Säbel Einzel       | 2:3 Siege    | 5            | Anna Limbach                | 11:15           | –                     | –            | –                   | –             | –                           | –                           | –                      | –                    |        |
| Martina Criscio      | Säbel Einzel       | 3:2 Siege    | 3            | Alina Komaschtschuk         | 15:11           | –                     | –            | –                   | –             | –                           | –                           | –                      | –                    |        |
| Rebecca Gargano      | Säbel Einzel       | 3:2 Siege    | 3            | Fatima Ibrahimova           | 15:7            | Sevinc Bunyatova      | 7:15         | –                   | –             | –                           | –                           | –                      | –                    |        |
| Caterina Navarria    | Säbel Einzel       | 3:2 Siege    | 4            | Laia Vila                   | 12:15           | –                     | –            | –                   | –             | –                           | –                           | –                      | –                    |        |
| Säbel Mannschaft     | Säbel Mannschaft   | –            | –            | –                           | –               | –                     | –            | Polen               | 45:17         | Frankreich                  | 45:33                       | Ukraine                | 43:45                | Silber |
| Männer               |                    |              |              |                             |                 |                       |              |                     |               |                             |                             |                        |                      |        |
| Gabriele Cimini      | Degen Einzel       | 5:1 Siege    | 2            | Péter Szényi                | 15:10           | Gabriele Cimini       | 15:13        | –                   | –             | –                           | –                           | –                      | –                    |        |
| Marco Fichera        | Degen Einzel       | 4:2 Siege    | 1            | Bruce Brunold               | 15:10           | Gabriele Cimini       | 15:13        | Sergei Chodos       | 12:15         | –                           | –                           | –                      | –                    |        |
| Gabriele Bino        | Degen Einzel       | 2:4 Siege    | 6            | –                           | –               | –                     | –            | –                   | –             | –                           | –                           | –                      | –                    |        |
| Andrea Santarelli    | Degen Einzel       | 5:1 Siege    | 2            | José Luis Abajo             | 11:15           | –                     | –            | –                   | –             | –                           | –                           | –                      | –                    |        |
| Degen Mannschaft     | Degen Mannschaft   | –            | –            | –                           | –               | –                     | –            | Ungarn              | 45:34         | Frankreich                  | 27:45                       | Schweiz                | 44:40                | Bronze |
| Alessio Foconi       | Florett Einzel     | 3:2 Siege    | 2            | Michal Janda                | 15:9            | Leszek Rajski         | 15:14        | Damiano Rosatelli   | 15:12         | Francesco Ingargiola        | 15:14                       | Timur Arslanow         | 15:11                | Gold   |
| Francesco Ingargiola | Florett Einzel     | 3:2 Siege    | 2            | Marcus Mepstead             | 15:14           | Alexander Tsoronis    | 15:7         | Georg Dörr          | 15:11         | Alessio Foconi              | 14:15                       | –                      | –                    | 4      |
| Lorenzo Nista        | Florett Einzel     | 3:2 Siege    | 2            | Tevfik Burak Babaoğlu       | 15:8            | Vincent Simon         | 6:15         | –                   | –             | –                           | –                           | –                      | –                    |        |
| Damiano Rosatelli    | Florett Einzel     | 3:2 Siege    | 2            | Nikolaos Kontochristopoulos | 15:7            | Alexander Choupenitch | 15:14        | Alessio Foconi      | 12:15         | –                           | –                           | –                      | –                    |        |
| Florett Mannschaft   | Florett Mannschaft | –            | –            | –                           | –               | –                     | –            | Polen               | 45:30         | Russland                    | 45:42                       | Vereinigtes Königreich | 41:45                | Silber |
| Luigi Miracco        | Säbel Einzel       | 4:2 Siege    | 3            | Nicolas Rousset             | 15:6            | Maximilian Kindler    | 15:13        | Iulian Teodosiu     | 15:10         | Tiberiu Dolniceanu          | 11:15                       | –                      | –                    | Bronze |
| Massimiliano Murolo  | Säbel Einzel       | 4:1 Siege    | 1            | –                           | –               | Andriy Yahodka        | 13:15        | –                   | –             | –                           | –                           | –                      | –                    |        |
| Alberto Pellegrini   | Säbel Einzel       | 5:0 Siege    | 1            | –                           | –               | Alexander Truschakow  | 15:12        | Fernando Casares    | 15:13         | Andriy Yahodka              | 11:15                       | –                      | –                    | Bronze |
| Giovanni Repetti     | Säbel Einzel       | 3:2 Siege    | 3            | Adam Skrodzki               | 15:11           | Boris Sawitsch        | 12:15        | –                   | –             | –                           | –                           | –                      | –                    |        |
| Säbel Mannschaft     | Säbel Mannschaft   | –            | –            | –                           | –               | –                     | –            | –                   | –             | Russland                    | 45:42                       | Rumänien               | 45:44                | Gold   |

## Judo
| Athleten                | Wettbewerb        | 1. Runde           | 1. Runde  | 2. Runde           | 2. Runde  | Achtelfinale     | Achtelfinale | Viertelfinale     | Viertelfinale | Hoffnungsrunde Halbfinale | Hoffnungsrunde Halbfinale | Halbfinale | Halbfinale | Hoffnungsrunde Finale | Hoffnungsrunde Finale | Finale / Kampf um Bronze | Finale / Kampf um Bronze | Rang   |
| Athleten                | Wettbewerb        | Gegner             | Ergebnis  | Gegner             | Ergebnis  | Gegner           | Ergebnis     | Gegner            | Ergebnis      | Gegner                    | Ergebnis                  | Gegner     | Ergebnis   | Gegner                | Ergebnis              | Gegner                   | Ergebnis                 | Rang   |
| ----------------------- | ----------------- | ------------------ | --------- | ------------------ | --------- | ---------------- | ------------ | ----------------- | ------------- | ------------------------- | ------------------------- | ---------- | ---------- | --------------------- | --------------------- | ------------------------ | ------------------------ | ------ |
| Frauen                  |                   |                    |           |                    |           |                  |              |                   |               |                           |                           |            |            |                       |                       |                          |                          |        |
| Valentina Moscatt       | Klasse bis 48 kg  | –                  | –         | –                  | –         | Aisha Gurbanli   | 1011-1000    | Maryna Tschernjak | 0003-0021     | Julia Figueroa            | 0001-0010                 | –          | –          | –                     | –                     | –                        | –                        |        |
| Odette Giuffrida        | Klasse bis 52 kg  | –                  | –         | Ilse Heylen        | 0000-0001 | Distria Krasniqi | 0000-0001    | Andreea Chițu     | 0001-0011     | Tetiana Levytska          | 0000-0001                 | –          | –          | –                     | –                     | Natalja Kusjutina        | 0002-0001                | 4      |
| Giulia Quintavalle      | Klasse bis 57 kg  | –                  | –         | Vlora Beđeti       | 0002-0003 | Corina Căprioriu | 0001-0003    | –                 | –             | –                         | –                         | –          | –          | –                     | –                     | –                        | –                        |        |
| Edwige Gwend            | Klasse bis 63 kg  | –                  | –         | –                  | –         | Juul Franssen    | 0001-1010    | –                 | –             | –                         | –                         | –          | –          | –                     | –                     | –                        | –                        |        |
| Giulia Cantoni          | Klasse bis 70 kg  | –                  | –         | Esther Stam        | 0001-0000 | –                | –            | –                 | –             | –                         | –                         | –          | –          | –                     | –                     | –                        | –                        |        |
| Assunta Galeone         | Klasse bis 78 kg  | –                  | –         | Gunel Hasanli      | 100-000   | Audrey Tcheuméo  | 0004-1000    | –                 | –             | –                         | –                         | –          | –          | –                     | –                     | –                        | –                        |        |
| Assunta Galeone         | Klasse über 78 kg | –                  | –         | Sandra Jablonskytė | 1002-0004 | Iryna Kindzerska | 0001-1000    | –                 | –             | –                         | –                         | –          | –          | –                     | –                     | –                        | –                        |        |
| Mannschaft              | Mannschaft        | –                  | –         | –                  | –         | –                | –            | Slowenien         | 2:3           | –                         | –                         | –          | –          | Russland              | 3:2                   | –                        | –                        | Bronze |
| Männer                  |                   |                    |           |                    |           |                  |              |                   |               |                           |                           |            |            |                       |                       |                          |                          |        |
| Carmine Maria di Loreto | Klasse bis 60 kg  | –                  | –         | Ashley McKenzie    | 0002-0001 | –                | –            | –                 | –             | –                         | –                         | –          | –          | –                     | –                     | –                        | –                        |        |
| Emanuele Bruno          | Klasse bis 66 kg  | –                  | –         | Diogo César        | 0000-1001 | –                | –            | –                 | –             | –                         | –                         | –          | –          | –                     | –                     | –                        | –                        |        |
| Elio Verde              | Klasse bis 66 kg  | –                  | –         | Artiom Nacu        | 1100-0001 | Nicat Şıxəlizadə | 000-110      | –                 | –             | –                         | –                         | –          | –          | –                     | –                     | –                        | –                        |        |
| Marco Maddaloni         | Klasse bis 73 kg  | Georgios Azoidis   | 0003-1001 | –                  | –         | –                | –            | –                 | –             | –                         | –                         | –          | –          | –                     | –                     | –                        | –                        |        |
| Andrea Regis            | Klasse bis 73 kg  | Aliaksei Ramanchyk | 0002-0021 | –                  | –         | –                | –            | –                 | –             | –                         | –                         | –          | –          | –                     | –                     | –                        | –                        |        |
| Antonio Ciano           | Klasse bis 81 kg  | –                  | –         | Antti Virta        | 1002-0002 | Sven Maresch     | 0004-1001    | –                 | –             | –                         | –                         | –          | –          | –                     | –                     | –                        | –                        |        |
| Walter Facente          | Klasse bis 90 kg  | –                  | –         | Patryk Ciechomski  | 1001-0000 | Kirill Denissow  | 000-100      | –                 | –             | –                         | –                         | –          | –          | –                     | –                     | –                        | –                        |        |
| Domenico di Guida       | Klasse bis 100 kg | –                  | –         | Stefan Jurisic     | 100-000   | Toma Nikiforov   | 000-110      | –                 | –             | –                         | –                         | –          | –          | –                     | –                     | –                        | –                        |        |

## Kanu
| Athleten                                               | Wettbewerb | Vorlauf          | Vorlauf          | Halbfinale | Halbfinale | Finale               | Finale               | Rang |
| Athleten                                               | Wettbewerb | Zeit (min)       | Rang             | Zeit (min) | Rang       | Zeit (min)           | Rang                 | Rang |
| ------------------------------------------------------ | ---------- | ---------------- | ---------------- | ---------- | ---------- | -------------------- | -------------------- | ---- |
| Frauen                                                 |            |                  |                  |            |            |                      |                      |      |
| Federica Nole                                          | K1 200 m   | 0:44,176         | 18               | 0:44,570   | 17         | -                    | -                    |      |
| Irene Burgo                                            | K1 500 m   | 1:53,674         | 4                | 1:51,804   | 10         | 2:08,509             | 12                   | 12   |
| Irene Burgo                                            | K1 5000 m  | -                | -                | -          | -          | Rennen nicht beendet | Rennen nicht beendet |      |
| Sofia Campana Norma Murabito                           | K2 200 m   | 0:39,174         | 8                | 0:37,906   | 3          | 0:39,678             | 8                    | 8    |
| Sofia Campana Norma Murabito                           | K2 500 m   | 1:47,487         | 12               | 1:43,297   | 5          | -                    | -                    |      |
| Irene Burgo Sofia Campana Agata Fantini Norma Murabito | K4 500 m   | 1:39,840         | 13               | 1:36,004   | 7          | -                    | -                    |      |
| Männer                                                 |            |                  |                  |            |            |                      |                      |      |
| Nicola Ripamonti                                       | K1 200 m   | Nicht angetreten | Nicht angetreten | -          | -          | -                    | -                    |      |
| Giulio Dressino                                        | K1 1000 m  | 3:39,410         | 10               | 3:45,026   | 26         | -                    | -                    |      |
| Giulio Dressino                                        | K1 5000 m  | -                | -                | -          | -          | 22:36,923            | 18                   | 18   |
| Matteo Florio Manfredi Rizza                           | K2 200 m   | 0:32,158         | 6                | -          | -          | 0:32,738             | 7                    | 7    |
| Nicola Ripamonti Giulio Dressino                       | K2 1000 m  | 3:17,876         | 9                | 3:08,137   | 1          | 3:14,038             | 5                    | 5    |
| Sergiu Craciun                                         | C1 200 m   | 0:42,066         | 19               | 0:44,784   | 16         | -                    | -                    |      |
| Sergiu Craciun                                         | C1 1000 m  | 3:59,178         | 4                | -          | -          | 3:56,306             | 6                    | 6    |

## Karate
| Athleten      | Wettbewerb        | Gruppenphase        | Gruppenphase | Halbfinale    | Halbfinale | Kampf um Bronze | Kampf um Bronze | Finale              | Finale   | Rang   |
| Athleten      | Wettbewerb        | Gegner              | Ergebnis     | Gegner        | Ergebnis   | Gegner          | Ergebnis        | Gegner              | Ergebnis | Rang   |
| ------------- | ----------------- | ------------------- | ------------ | ------------- | ---------- | --------------- | --------------- | ------------------- | -------- | ------ |
| Männer        |                   |                     |              |               |            |                 |                 |                     |          |        |
| Mattia Busato | Kata              | Pasi Hirvonen       | 5:0          | Mehmet Yakan  | 3:2        | –               | –               | Damián Quintero     | 0:5      | Silber |
| Mattia Busato | Kata              | Christopher Rohde   | 5:0          | Mehmet Yakan  | 3:2        | –               | –               | Damián Quintero     | 0:5      | Silber |
| Mattia Busato | Kata              | Damián Quintero     | 1:4          | Mehmet Yakan  | 3:2        | –               | –               | Damián Quintero     | 0:5      | Silber |
| Luca Maresca  | Kumite bis 60 kg  | Halil Marqeshi      | 8:0          | Marco Antić   | 6:0        | –               | –               | Firdovsi Fərzəliyev | 0:4      | Silber |
| Luca Maresca  | Kumite bis 60 kg  | Firdovsi Fərzəliyev | 2:4          | Marco Antić   | 6:0        | –               | –               | Firdovsi Fərzəliyev | 0:4      | Silber |
| Luca Maresca  | Kumite bis 60 kg  | Matías Gómez García | 2:1          | Marco Antić   | 6:0        | –               | –               | Firdovsi Fərzəliyev | 0:4      | Silber |
| Luigi Busa    | Kumite bis 75 kg  | Panagiotis Loizides | 1:0          | Erman Eltemur | 4:4        | –               | –               | Rəfael Ağayev       | 0:1      | Silber |
| Luigi Busa    | Kumite bis 75 kg  | Logan Da Costa      | 2:0          | Erman Eltemur | 4:4        | –               | –               | Rəfael Ağayev       | 0:1      | Silber |
| Luigi Busa    | Kumite bis 75 kg  | Noah Bitsch         | 0:2          | Erman Eltemur | 4:4        | –               | –               | Rəfael Ağayev       | 0:1      | Silber |
| Nello Maestri | Kumite über 84 kg | Kamil Warda         | 2:0          | –             | –          | –               | –               | –                   | –        |        |
| Nello Maestri | Kumite über 84 kg | Alvin Karaqi        | 0:3          | –             | –          | –               | –               | –                   | –        |        |
| Nello Maestri | Kumite über 84 kg | Uğur Aktaş          | 2:11         | –             | –          | –               | –               | –                   | –        |        |

## Radsport

### BMX
| Athleten        | Wettbewerb | Qualifikation | Qualifikation | Viertelfinale | Viertelfinale | Halbfinale | Halbfinale | Finale | Finale | Rang |
| Athleten        | Wettbewerb | Zeit          | Rang          | Punkte        | Rang          | Zeit       | Rang       | Zeit   | Rang   | Rang |
| --------------- | ---------- | ------------- | ------------- | ------------- | ------------- | ---------- | ---------- | ------ | ------ | ---- |
| Männer          |            |               |               |               |               |            |            |        |        |      |
| Mattia Furlan   | Race       | 34,885 s      | 20            | 15            | 5             | –          | –          | –      | –      |      |
| Romain Riccardi | Race       | 34,052 s      | 14            | 15            | 4             | 35,132 s   | 6          | –      | –      |      |

### Mountainbike
| Athleten              | Wettbewerb    | Zeit (h)             | Rang                 |
| --------------------- | ------------- | -------------------- | -------------------- |
| Frauen                |               |                      |                      |
| Eva Lechner           | Cross-Country | 1:35:08              | 4                    |
| Lisa Rabensteiner     | Cross-Country | 1:44:45              | 18                   |
| Männer                |               |                      |                      |
| Marco Aurelio Fontana | Cross-Country | 1:45:11              | 9                    |
| Gerhard Kerschbaumer  | Cross-Country | 1:42:50              | 4                    |
| Andrea Tiberi         | Cross-Country | Rennen nicht beendet | Rennen nicht beendet |

### Straße
| Athleten             | Wettbewerb      | Zeit                 | Rang                 |
| -------------------- | --------------- | -------------------- | -------------------- |
| Frauen               |                 |                      |                      |
| Elena Cecchini       | Straßenrennen   | 3:25:53              | 11                   |
| Arianna Fidanza      | Straßenrennen   | 3:25:57              | 35                   |
| Tatiana Guderzo      | Straßenrennen   | 3:25:53              | 27                   |
| Tatiana Guderzo      | Einzelzeitfahrt | 36:18,25             | 23                   |
| Rossella Ratto       | Straßenrennen   | 3:22:37              | 5                    |
| Rossella Ratto       | Einzelzeitfahrt | 36:22,26             | 25                   |
| Valentina Scandolara | Straßenrennen   | 3:24:17              | 6                    |
| Männer               |                 |                      |                      |
| Manuele Boaro        | Straßenrennen   | 5:33:21              | 24                   |
| Manuele Boaro        | Einzelzeitfahrt | 1:02:41,12           | 11                   |
| Dario Cataldo        | Straßenrennen   | 5:33:56              | 44                   |
| Dario Cataldo        | Einzelzeitfahrt | 1:03:17,25           | 16                   |
| Giacomo Nizzolo      | Straßenrennen   | 5:27:29              | 5                    |
| Filippo Pozzato      | Straßenrennen   | 5:28:19              | 13                   |
| Alessandro Vanotti   | Straßenrennen   | Rennen nicht beendet | Rennen nicht beendet |
| Elia Viviani         | Straßenrennen   | 5:28:07              | 12                   |

## Ringen
| Athleten                         | Wettbewerb       | 1. Runde              | 1. Runde | Achtelfinale           | Achtelfinale | Viertelfinale | Viertelfinale | Halbfinale   | Halbfinale | Hoffnungsrunde Viertelfinale | Hoffnungsrunde Viertelfinale | Hoffnungsrunde Halbfinale | Hoffnungsrunde Halbfinale | Hoffnungsrunde Finale | Hoffnungsrunde Finale | Finale         | Finale   | Rang   |
| Athleten                         | Wettbewerb       | Gegner                | Ergebnis | Gegner                 | Ergebnis     | Gegner        | Ergebnis      | Gegner       | Ergebnis   | Gegner                       | Ergebnis                     | Gegner                    | Ergebnis                  | Gegner                | Ergebnis              | Gegner         | Ergebnis | Rang   |
| -------------------------------- | ---------------- | --------------------- | -------- | ---------------------- | ------------ | ------------- | ------------- | ------------ | ---------- | ---------------------------- | ---------------------------- | ------------------------- | ------------------------- | --------------------- | --------------------- | -------------- | -------- | ------ |
| Freistil Frauen                  |                  |                       |          |                        |              |               |               |              |            |                              |                              |                           |                           |                       |                       |                |          |        |
| Silvia Felice                    | Klasse bis 53 kg | –                     | –        | Natalja Malyschewa     | 1:3          | –             | –             | –            | –          | –                            | –                            | –                         | –                         | –                     | –                     | –              | –        |        |
| Patrizia Liuzzi                  | Klasse bis 55 kg | –                     | –        | Nataliya Sinişin       | 0:4          | –             | –             | –            | –          | –                            | –                            | –                         | –                         | –                     | –                     | –              | –        |        |
| Carola Rainero                   | Klasse bis 58 kg | –                     | –        | Irina Netreba          | 1:3          | –             | –             | –            | –          | –                            | –                            | –                         | –                         | –                     | –                     | –              | –        |        |
| Dalma Caneva                     | Klasse bis 63 kg | –                     | –        | Monika Michalik        | 1:3          | –             | –             | –            | –          | –                            | –                            | –                         | –                         | –                     | –                     | –              | –        |        |
| griechisch-römischer Stil Männer |                  |                       |          |                        |              |               |               |              |            |                              |                              |                           |                           |                       |                       |                |          |        |
| Davide Cascavilla                | Klasse bis 66 kg | Kristaps Kalnakārklis | 3:1      | Istvan Levai           | 1:4          | –             | –             | –            | –          | –                            | –                            | –                         | –                         | –                     | –                     | –              | –        |        |
| Ciro Russo                       | Klasse bis 75 kg | –                     | –        | Viktor Nemeš           | 0:4          | –             | –             | –            | –          | Christoffer Nilsson          | 0:5                          | –                         | –                         | –                     | –                     | –              | –        |        |
| Fabio Parisi                     | Klasse bis 85 kg | –                     | –        | Saman Tahmasebi        | 0:4          | –             | –             | –            | –          | –                            | –                            | –                         | –                         | –                     | –                     | –              | –        |        |
| Daigoro Timoncini                | Klasse bis 98 kg | –                     | –        | Micheil Kadschaia      | 3:0          | Cenk İldem    | 0:3           | –            | –          | –                            | –                            | –                         | –                         | –                     | –                     | –              | –        |        |
| Freistil Männer                  |                  |                       |          |                        |              |               |               |              |            |                              |                              |                           |                           |                       |                       |                |          |        |
| Frank Chamizo                    | Klasse bis 65 kg | –                     | –        | Awtandil Kentschadse   | 3:1          | Mustafa Kaya  | 3:1           | George Bucur | 3:1        | –                            | –                            | –                         | –                         | –                     | –                     | Toğrul Əsgərov | 0:5      | Silber |
| Angelo Costa                     | Klasse bis 70 kg | –                     | –        | Georg Marchl           | 3:1          | Yakup Gör     | 0:4           | –            | –          | –                            | –                            | –                         | –                         | –                     | –                     | –              | –        |        |
| Carmelo Lumia                    | Klasse bis 74 kg | –                     | –        | Hanoc Rachamin         | 3:1          | Kiril Tersiew | 0:5           | –            | –          | –                            | –                            | –                         | –                         | –                     | –                     | –              | –        |        |
| Tudor Zuz                        | Klasse bis 86 kg | –                     | –        | Abdulraschid Sadulajew | 0:4          | –             | –             | –            | –          | Nurmaqomed Qadjiyev          | 0:4                          | –                         | –                         | –                     | –                     | –              | –        |        |

## Schießen
| Athleten                          | Klasse  | Wettbewerb                           | Qualifikation   | Qualifikation | Halbfinale      | Halbfinale | Finale                    | Finale |
| Athleten                          | Klasse  | Wettbewerb                           | Ringe/ Scheiben | Rang          | Ringe/ Scheiben | Rang       | Ringe/ Scheiben           | Rang   |
| --------------------------------- | ------- | ------------------------------------ | --------------- | ------------- | --------------- | ---------- | ------------------------- | ------ |
| Frauen                            |         |                                      |                 |               |                 |            |                           |        |
| Giustina Chiaberto                | Pistole | Luftpistole 10 m                     | 375             | 22            | –               | –          | –                         | –      |
| Martina Pica                      | Gewehr  | Luftgewehr 10 m                      | 413,1           | 14            | –               | –          | –                         | –      |
| Sabrina Sena                      | Gewehr  | Luftgewehr 10 m                      | 410,5           | 28            | –               | –          | –                         | –      |
| Sabrina Sena                      | Gewehr  | Kleinkaliber Dreistellungskampf 50 m | 578             | 11            | –               | –          | –                         | –      |
| Petra Zublasing                   | Gewehr  | Kleinkaliber Dreistellungskampf 50 m | 589             | 1             | –               | –          | 464,7                     | Gold   |
| Diana Bacosi                      | Flinte  | Skeet                                | 75              | 1             | –               | –          | 15 : 15 1 Amber Hill      | Silber |
| Chiara Cainero                    | Flinte  | Skeet                                | 72              | 3             | –               | –          | 16 : 15 1 Danka Barteková | Bronze |
| Deborah Gelisio                   | Flinte  | Trap                                 | 70              | 7             | –               | –          | –                         | –      |
| Jessica Rossi                     | Flinte  | Trap                                 | 68              | 14            | –               | –          | –                         | –      |
| Männer                            |         |                                      |                 |               |                 |            |                           |        |
| Dino Briganti                     | Pistole | Luftpistole 10 m                     | 576             | 13            | –               | –          | –                         | –      |
| Giuseppe Giordano                 | Pistole | Freie Pistole 50 m                   | 553             | 12            | –               | –          | –                         | –      |
| Dario di Martino                  | Pistole | Freie Pistole 50 m                   | 539             | 25            | –               | –          | –                         | –      |
| Riccardo Mazzetti                 | Pistole | Schnellfeuerpistole 25 m             | 579             | 9             | –               | –          | –                         | –      |
| Andrea Spilotro                   | Pistole | Schnellfeuerpistole 25 m             | 568             | 15            | –               | –          | –                         | –      |
| Luca Tesconi                      | Pistole | Luftpistole 10 m                     | 581             | 4             | –               | –          | 76,7                      | 8      |
| Niccolò Campriani                 | Gewehr  | Luftgewehr 10 m                      | 629,2           | 2             | –               | –          | 206,4                     | Silber |
| Niccolò Campriani                 | Gewehr  | Kleinkaliber Dreistellungskampf 50 m | 1150            | 12            | –               | –          | –                         | –      |
| Niccolò Campriani                 | Gewehr  | Kleinkaliber liegend 50 m            | 612,6           | 21            | –               | –          | –                         | –      |
| Marco De Nicolo                   | Gewehr  | Kleinkaliber Dreistellungskampf 50 m | 1156            | 4             | –               | –          | 412,4                     | 6      |
| Marco De Nicolo                   | Gewehr  | Kleinkaliber liegend 50 m            | 616,2           | 7             | –               | –          | 207,3                     | Silber |
| Enrico Pappalardo                 | Gewehr  | Luftgewehr 10 m                      | 621,0           | 24            | –               | –          | –                         | –      |
| Antonino Barilla                  | Flinte  | Doppeltrap                           | 142             | 3             | 28              | 4          | 29 : 28 1 Andreas Löw     | Bronze |
| Massimo Fabbrizi                  | Flinte  | Trap                                 | 120             | 8             | –               | –          | –                         | –      |
| Riccardo Filippelli               | Flinte  | Skeet                                | 121             | 12            | –               | –          | –                         | –      |
| Davide Gasparini                  | Flinte  | Doppeltrap                           | 136             | 15            | –               | –          | –                         | –      |
| Valerio Luchini                   | Flinte  | Skeet                                | 123             | 4             | 15              | 1          | 16 : 14 1 Stefan Nilsson  | Gold   |
| Giovanni Pellielo                 | Flinte  | Trap                                 | 122             | 3             | 13              | 3          | 13 : 11 1 Edward Ling     | Bronze |
| Mixed                             |         |                                      |                 |               |                 |            |                           |        |
| Giustina Chiaberto Luca Tesconi   | Pistole | Luftpistole 10 m                     | 417             | 13            | –               | –          | –                         | –      |
| Petra Zublasing Niccolò Campriani | Gewehr  | Luftgewehr 10 m                      | 519,8           | 4             | 249,4           | 1          | 264,7                     | Gold   |
| Jessica Rossi Massimo Fabbrizi    | Flinte  | Trap                                 | 90              | 4             | 14              | 3          | –                         | –      |
| Diana Bacosi Valerio Luchini      | Flinte  | Skeet                                | 93              | 2             | 29              | 1          | 30 : 29 1                 | Gold   |

 1 K.-o.-Wettkampf

## Taekwondo
| Athleten        | Wettbewerb        | Achtelfinale       | Achtelfinale | Viertelfinale      | Viertelfinale | Hoffnungsrunde Halbfinale | Hoffnungsrunde Halbfinale | Halbfinale | Halbfinale | Hoffnungsrunde Finale / Bronzekampf | Hoffnungsrunde Finale / Bronzekampf | Finale | Finale   | Rang |
| Athleten        | Wettbewerb        | Gegner             | Ergebnis     | Gegner             | Ergebnis      | Gegner                    | Ergebnis                  | Gegner     | Ergebnis   | Gegner                              | Ergebnis                            | Gegner | Ergebnis | Rang |
| --------------- | ----------------- | ------------------ | ------------ | ------------------ | ------------- | ------------------------- | ------------------------- | ---------- | ---------- | ----------------------------------- | ----------------------------------- | ------ | -------- | ---- |
| Frauen          |                   |                    |              |                    |               |                           |                           |            |            |                                     |                                     |        |          |      |
| Erica Nicoli    | Klasse bis 49 kg  | Brigitte Yagüe     | 3:2          | Charlie Maddock    | 3:17          | Iryna Romoldanova         | 4:0                       | –          | –          | Patimat Abakarova                   | 0:13                                | –      | –        | 4    |
| Männer          |                   |                    |              |                    |               |                           |                           |            |            |                                     |                                     |        |          |      |
| Claudio Treviso | Klasse bis 68 kg  | Jaouad Achab       | 13:10        | Vladislav Arventii | 9:11          | –                         | –                         | –          | –          | –                                   | –                                   | –      | –        |      |
| Roberto Botta   | Klasse bis 80 kg  | Tahir Gülec        | 3:2          | Torann Maizeroi    | 7:6           | Albert Gaun               | 5:6                       | –          | –          | Lutalo Muhammad                     | 7:12                                | –      | –        | 4    |
| Leonardo Basile | Klasse über 80 kg | Demetris Moustakas | 10:1         | Ivan Trajković     | 9:10          | –                         | –                         | –          | –          | –                                   | –                                   | –      | –        |      |

## Tischtennis
| Athleten        | Wettbewerb | 1. Runde         | 1. Runde | 2. Runde           | 2. Runde | Achtelfinale | Achtelfinale | Viertelfinale | Viertelfinale | Halbfinale | Halbfinale | Finale/Spiel um Platz 3 | Finale/Spiel um Platz 3 | Rang |
| Athleten        | Wettbewerb | Gegner           | Ergebnis | Gegner             | Ergebnis | Gegner       | Ergebnis     | Gegner        | Ergebnis      | Gegner     | Ergebnis   | Gegner                  | Ergebnis                | Rang |
| --------------- | ---------- | ---------------- | -------- | ------------------ | -------- | ------------ | ------------ | ------------- | ------------- | ---------- | ---------- | ----------------------- | ----------------------- | ---- |
| Männer          |            |                  |          |                    |          |              |              |               |               |            |            |                         |                         |      |
| Mihai Bobocica  | Einzel     | Farhad Ismayilov | 4:0      | Uladsimir Samsonau | 1:4      | –            | –            | –             | –             | –          | –          | –                       | –                       |      |
| Niagol Stoyanov | Einzel     | Carlos Machado   | 4:2      | Andrej Gaćina      | 0:4      | –            | –            | –             | –             | –          | –          | –                       | –                       |      |

## Triathlon
| Athleten              | Wettbewerb | Zeit (h) | Rang |
| --------------------- | ---------- | -------- | ---- |
| Frauen                |            |          |      |
| Alessia Orla          | Einzel     | 2:10:02  | 29   |
| Elena Maria Petrini   | Einzel     | 2:08:39  | 27   |
| Männer                |            |          |      |
| Riccardo De Palma     | Einzel     | 1:51:40  | 19   |
| Delian Stateff        | Einzel     | 1:50:31  | 12   |
| Matthias Steinwandter | Einzel     | 1:52:48  | 25   |

## Turnen

### Aerobic
| Athleten                                                                              | Wettbewerb | Qualifikation | Qualifikation | Finale | Finale | Rang   |
| Athleten                                                                              | Wettbewerb | Punkte        | Rang          | Punkte | Rang   | Rang   |
| ------------------------------------------------------------------------------------- | ---------- | ------------- | ------------- | ------ | ------ | ------ |
| Michela Castoldi, Davide Donati                                                       | Mixed Paar | 21,050        | 1             | 21,050 | 2      | Silber |
| Antonio Caforio, Paolo Conti, Davide Donati, Emanuele Pagliuca, Riccardo Pentassuglia | Mannschaft | 19,600        | 6             | 19,600 | 6      | 6      |

### Geräteturnen
| Athletinnen     | Wettbewerb           | Sprung | Sprung | Stufenbarren | Stufenbarren | Boden  | Boden | Schwebebalken | Schwebebalken | Gesamt  | Gesamt |
| Athletinnen     | Wettbewerb           | Punkte | Rang   | Punkte       | Rang         | Punkte | Rang  | Punkte        | Rang          | Punkte  | Rang   |
| --------------- | -------------------- | ------ | ------ | ------------ | ------------ | ------ | ----- | ------------- | ------------- | ------- | ------ |
| Frauen          |                      |        |        |              |              |        |       |               |               |         |        |
| Giorgia Campana | Qualifikation        | –      | –      | 12,766       | 26           | 13,100 | 21    | 13,400        | 18            | 53,099  | 15     |
| Alessia Leolini | Qualifikation        | 13,199 | 15     | 13,366       | 18           | 12,766 | 27    | 12,166        | 38            | 52,464  | 19     |
| Tea Ugrin       | Qualifikation        | –      | –      | 13,766       | 8            | 13,566 | 12    | 13,533        | 14            | 54,765  | 7      |
| Mannschaft      | Mehrkampf Mannschaft | 28,066 | 7      | 27,132       | 5            | 26,666 | 7     | 26,933        | 6             | 108,797 | 5      |
| Tea Ugrin       | Mehrkampf Einzel     | 13,566 |        | 13,833       |              | 13,466 |       | 13,466        |               | 54,331  | 5      |
| Tea Ugrin       | Gerätefinals         | –      | –      | 12,533       | 6            | –      | –     | –             | –             | –       | –      |

| Athleten           | Wettbewerb           | Boden  | Boden | Pauschenpferd | Pauschenpferd | Ringe  | Ringe | Sprung | Sprung | Barren | Barren | Reck   | Reck | Gesamt  | Gesamt |
| Athleten           | Wettbewerb           | Punkte | Rang  | Punkte        | Rang          | Punkte | Rang  | Punkte | Rang   | Punkte | Rang   | Punkte | Rang | Punkte  | Rang   |
| ------------------ | -------------------- | ------ | ----- | ------------- | ------------- | ------ | ----- | ------ | ------ | ------ | ------ | ------ | ---- | ------- | ------ |
| Männer             |                      |        |       |               |               |        |       |        |        |        |        |        |      |         |        |
| Nicola Bartolini   | Qualifikation        | 14,066 | 28    | 9,933         | 73            | 11,066 | 77    | –      | –      | 14,466 | 17     | 13,766 | 38   | 77,797  | 50     |
| Andrea Cingolani   | Qualifikation        | 14,466 | 14    | 12,400        | 58            | 13,700 | 26    | 13,250 | 16     | 12,966 | 64     | 0,000  | 77   | 66,632  | 66     |
| Tommaso de Vecchis | Qualifikation        | 14,300 | 22    | 13,333        | 30            | 13,300 | 37    | –      | –      | 13,666 | 40     | 14,466 | 16   | 82,331  | 23     |
| Mannschaft         | Mannschaft Mehrkampf | 28,766 | 9     | 25,733        | 14            | 27,000 | 14    | 27,766 | 19     | 28,132 | 12     | 28,232 | 11   | 164,629 | 14     |
| Tommaso de Vecchis | Mehrkampf Einzel     | 14,166 |       | 13,333        |               | 13,800 |       | 12,933 |        | 14,100 |        | 13,933 |      | 82,265  | 15     |

### Trampolin
| Athleten       | Wettbewerb | Qualifikation | Qualifikation | Finale | Finale | Rang |
| Athleten       | Wettbewerb | Punkte        | Rang          | Punkte | Rang   | Rang |
| -------------- | ---------- | ------------- | ------------- | ------ | ------ | ---- |
| Männer         |            |               |               |        |        |      |
| Flavio Cannone | Einzel     | 100,450       | 14            | –      | –      | 14   |

## Volleyball
| Wettbewerb    | Frauen | Männer |
| ------------- | --- | --- |
| Athleten      | Raffaella Calloni Letizia Camera Valeria Caracuta Anastasia Guerra Sara Loda Laura Melandri Beatrice Parrocchiale Giulia Pascucci Elena Perinelli Giulia Pisani Ilaria Spirito Miriam Sylla | Thomas Beretta Elia Bossi Marco Falaschi Andrea Galliani Jacopo Massari Tiziano Mazzone Gabriele Nelli Nicola Pesaresi Alessandro Preti Giacomo Raffaelli Fabio Ricci Luca Spirito |
| Gruppenphase  | Belgien 3:0 Türkei 0:3 Aserbaidschan 1:3 Polen 0:3 Rumänien 0:3 | Slowakei 1:3 Bulgarien 1:3 Belgien 1:3 Deutschland 0:3 Russland 0:3 |
| Viertelfinale | ausgeschieden | ausgeschieden |
| Halbfinale    | ausgeschieden | ausgeschieden |
| Finale        | ausgeschieden | ausgeschieden |
| Platzierung   | 11. | 11. |

## Wassersport

### Schwimmen
Hier fanden Jugendwettbewerbe statt. Bei den Frauen ist das die U17 (Jahrgang 1999) und bei den Männern die U19 (Jahrgang 1997).
| Athleten | Wettbewerb          | Vorlauf                 | Vorlauf                 | Halbfinale  | Halbfinale | Finale       | Finale | Rang   |
| Athleten | Wettbewerb          | Zeit                    | Rang                    | Zeit        | Rang       | Zeit         | Rang   | Rang   |
| --- | ------------------- | ----------------------- | ----------------------- | ----------- | ---------- | ------------ | ------ | ------ |
| Frauen |                     |                         |                         |             |            |              |        |        |
| Ilaria Cusinato | 100 m Schmetterling | 1:01,66 min             | 8                       | -           | -          | -            | -      |        |
| Ilaria Cusinato | 200 m Lagen         | 2:16,34 min             | 1                       | 2:14,35 min | 1          | 2:13,78 min  | 2      | Silber |
| Ilaria Cusinato | 400 m Lagen         | 4:46,84 min             | 2                       | -           | -          | 4:44,01 min  | 2      | Silber |
| Sara Franceschi | 200 m Brust         | 2:36,68 min             | 17                      | 2:35,73 min | 11         | -            | -      |        |
| Sara Franceschi | 200 m Lagen         | 2:17,32 min             | 5                       | 2:15,85 min | 5          | 2:14,65 min  | 4      | 4      |
| Sara Franceschi | 400 m Lagen         | 4:55,07 min             | 6                       | -           | -          | 4:49,38 min  | 5      | 5      |
| Giovanna la Cava | 200 m Freistil      | 2:05,73 min             | 24                      | -           | -          | -            | -      |        |
| Giovanna la Cava | 400 m Freistil      | 4:16,12 min             | 3                       | -           | -          | 4:17,99 min  | 5      | 5      |
| Giovanna la Cava | 800 m Freistil      | -                       | -                       | -           | -          | 8:51,88 min  | 8      | 8      |
| Marina Luperi | 50 m Schmetterling  | 29,80 s                 | 46                      | -           | -          | -            | -      |        |
| Marina Luperi | 100 m Schmetterling | 1:04,04 min             | 27                      | -           | -          | -            | -      |        |
| Marina Luperi | 200 m Schmetterling | 2:13,27 min             | 3                       | 2:13,96 min | 8          | 2:12,56 min  | 5      | 5      |
| Martina Menotti | 50 m Rücken         | 29,41 s                 | 8                       | 29,37 s     | 8          | 29,49 s      | 8      | 8      |
| Martina Menotti | 100 m Rücken        | 1:05,35 min             | 20                      | -           | -          | -            | -      |        |
| Anna Pirovano | 200 m Freistil      | 2:06,26 min             | 28                      | -           | -          | -            | -      |        |
| Anna Pirovano | 200 m Lagen         | 2:18,37 min             | 8                       | -           | -          | -            | -      |        |
| Anna Pirovano | 400 m Lagen         | 4:55,68 min             | 7                       | -           | -          | -            | -      |        |
| Tania Quaglieri | 50 m Schmetterling  | 28,04 s                 | 12                      | 27,68 s     | 9          | -            | -      |        |
| Tania Quaglieri | 100 m Schmetterling | 1:03,36 min             | 23                      | -           | -          | -            | -      |        |
| Tania Quaglieri | 50 m Rücken         | 29,24 s                 | 6                       | 28,97 s     | 4          | 29,16 s      | 6      | 6      |
| Tania Quaglieri | 100 m Rücken        | 1:04,42 min             | 10                      | 1:03,25 min | 6          | 1:03,62 min  | 7      | 7      |
| Giulia Ramatelli | 50 m Rücken         | 30,92 s                 | 34                      | -           | -          | -            | -      |        |
| Giulia Ramatelli | 100 m Rücken        | 1:04,58 min             | 12                      | -           | -          | -            | -      |        |
| Giulia Ramatelli | 200 m Rücken        | 2:15,82 min             | 4                       | 2:14,93 min | 5          | 2:13,55 min  | 5      | 5      |
| Martina Rossi | 100 m Rücken        | 1:03,43 min             | 5                       | 1:03,62 min | 8          | 1:03,14 min  | 6      | 6      |
| Martina Rossi | 200 m Rücken        | 2:14,84 min             | 3                       | 2:12,72 min | 1          | 2:13,17 min  | 4      | 4      |
| Elisa Scarpa Vidal | 200 m Freistil      | 2:05,42 min             | 20                      | 2:05,48 min | 16         | -            | -      |        |
| Elisa Scarpa Vidal | 200 m Schmetterling | 2:16,16 min             | 10                      | 2:13,62 min | 7          | 2:12,27 min  | 2      | Silber |
| Elisa Scarpa Vidal | 200 m Lagen         | 2:25,00 min             | 25                      | -           | -          | -            | -      |        |
| Sveva Schiazzano | 200 m Freistil      | 2:07,61 min             | 31                      | -           | -          | -            | -      |        |
| Sveva Schiazzano | 400 m Freistil      | 4:20,16 min             | 8                       | -           | -          | 4:19,70 min  | 7      | 7      |
| Sveva Schiazzano | 800 m Freistil      | -                       | -                       | -           | -          | 8:46,64 min  | 4      | 4      |
| Sveva Schiazzano | 1500 m Freistil     | -                       | -                       | -           | -          | 16:40,17 min | 1      | Gold   |
| Camilla Tinelli | 100 m Freistil      | 58,84 s                 | 35                      | -           | -          | -            | -      |        |
| Giulia Verona | 50 m Brust          | 32,49 s                 | 6                       | 32,37 s     | 6          | -            | -      |        |
| Giulia Verona | 100 m Brust         | 1:09,93 min             | 3                       | 1:09,44 min | 2          | 1:08,61 min  | 2      | Silber |
| Giulia Verona | 200 m Brust         | 2:30,28 min             | 7                       | 2:29,00 min | 4          | 2:25,91 min  | 2      | Silber |
| Ilaria Cusinato (Finale) Giovanna la Cava Anna Pirovano Sveva Schiazzano (Vorrunde) Elisa Scarpa Vidal                                                                      | 4×200 m Freistil    | 8:20,89 min             | 5                       | -           | -          | 8:16,23 min  | 5      | 5      |
| Martina Menotti Camilla Tinelli Tania Quaglieri Giulia Verona | 4×100 m Lagen       | 4:17,45 min             | 6                       | -           | -          | 4:16,28 min  | 5      | 5      |
| Männer |                     |                         |                         |             |            |              |        |        |
| Alex Baldisseri | 50 m Brust          | 29,29 s                 | 20                      | -           | -          | -            | -      |        |
| Alex Baldisseri | 100 m Brust         | 1:02,95 min             | 8                       | 1:02,98 min | 8          | 1:02,99 min  | 8      | 8      |
| Matteo Bertoldi | 200 m Schmetterling | 2:03,91 min             | 19                      | -           | -          | -            | -      |        |
| Matteo Bertoldi | 200 m Lagen         | 2:05,04 min             | 14                      | 2:05,48 min | 13         | -            | -      |        |
| Matteo Bertoldi | 400 m Lagen         | 4:30,35 min             | 21                      | -           | -          | -            | -      |        |
| Jacopo Bietti | 100 m Rücken        | 57,22 s                 | 21                      | -           | -          | -            | -      |        |
| Jacopo Bietti | 200 m Rücken        | 2:01,03 min             | 3                       | 2:01,96 min | 8          | 2:01,33 min  | 7      | 7      |
| Alessandro Bori | 50 m Freistil       | 23,19 s                 | 8                       | 23,16 s     | 11         | -            | -      |        |
| Alessandro Bori | 100 m Freistil      | 50,60 s                 | 3                       | 50,04 s     | 3          | 50,46 s      | 7      | 7      |
| Giacomo Carini | 100 m Schmetterling | 54,06 s                 | 5                       | 53,79 s     | 4          | 53,69 s      | 4      | 4      |
| Giacomo Carini | 200 m Schmetterling | 1:58,99 min             | 1                       | 1:57,80 min | 2          | 1:57,46 min  | 2      | Silber |
| Giacomo Carini | 200 m Lagen         | 2:08,78 min             | 32                      | -           | -          | -            | -      |        |
| Giacomo Carini | 400 m Lagen         | Rennen nicht angetreten | Rennen nicht angetreten | -           | -          | -            | -      |        |
| Matteo Cinquino | 200 m Freistil      | 1:53,87 min             | 28                      | -           | -          | -            | -      |        |
| Christian Ferraro | 50 m Schmetterling  | 25,40 s                 | 36                      | -           | -          | -            | -      |        |
| Christian Ferraro | 100 m Schmetterling | 55,55 s                 | 17                      | 55,50 s     | 15         | -            | -      |        |
| Christian Ferraro | 200 m Schmetterling | 2:01,53 min             | 10                      | 2:04,09 min | 16         | -            | -      |        |
| Lorenzo Glessi | 50 m Rücken         | 27,01 s                 | 24                      | -           | -          | -            | -      |        |
| Lorenzo Glessi | 100 m Rücken        | 57,07 s                 | 20                      | -           | -          | -            | -      |        |
| Lorenzo Glessi | 200 m Rücken        | 2:11,91 min             | 36                      | -           | -          | -            | -      |        |
| Lorenzo Glessi | 200 m Lagen         | 2:03,53 min             | 4                       | 2:02,23 min | 2          | 2:02,82 min  | 5      | 5      |
| Lorenzo Glessi | 400 m Lagen         | 4:28,93 min             | 16                      | -           | -          | -            | -      |        |
| Cristiano Hantjoglu | 50 m Rücken         | 26,67 s                 | 17                      | 26,74 s     | 15         | -            | -      |        |
| Cristiano Hantjoglu | 100 m Rücken        | 57,95 s                 | 23                      | -           | -          | -            | -      |        |
| Giovanni Izzo | 50 m Freistil       | 22,95 s                 | 3                       | 22,73 s     | 2          | 22,51 s      | 2      | Silber |
| Giovanni Izzo | 100 m Freistil      | 50,93 s                 | 10                      | -           | -          | -            | -      |        |
| Filippo Megli | 200 m Freistil      | 1:52,15 min             | 15                      | 1:51,24 min | 8          | 1:50,84 min  | 5      | 5      |
| Alessandro Miressi | 100 m Freistil      | 50,86 s                 | 7                       | 49,80 s     | 1          | 50,03 s      | 2      | Silber |
| Alessandro Miressi | 200 m Freistil      | 1:55,51 min             | 41                      | -           | -          | -            | -      |        |
| Lorenzo Mora | 50 m Rücken         | 26,70 s                 | 18                      | -           | -          | -            | -      |        |
| Lorenzo Mora | 100 m Rücken        | 57,72 s                 | 28                      | -           | -          | -            | -      |        |
| Lorenzo Mora | 200 m Rücken        | 2:04,49 min             | 17                      | -           | -          | -            | -      |        |
| Enzo Nardozza | 50 m Schmetterling  | 25,87 s                 | 45                      | -           | -          | -            | -      |        |
| Enzo Nardozza | 100 m Schmetterling | 55,71 s                 | 19                      | -           | -          | -            | -      |        |
| Enzo Nardozza | 200 m Schmetterling | 2:06,92 min             | 25                      | -           | -          | -            | -      |        |
| Luigi Paciolla | 200 m Rücken        | 2:02,79 min             | 10                      | 2:03,05 min | 11         | -            | -      |        |
| Federico Poggio | 50 m Brust          | 28,82 s                 | 10                      | 28,88 s     | 13         | -            | -      |        |
| Federico Poggio | 100 m Brust         | disqualifiziert         | disqualifiziert         | -           | -          | -            | -      |        |
| Federico Poggio | 200 m Brust         | 2:23,33 min             | 27                      | -           | -          | -            | -      |        |
| Alessio Proietti Colonna | 200 m Freistil      | 1:53,24 min             | 25                      | -           | -          | -            | -      |        |
| Alessio Proietti Colonna | 400 m Freistil      | 4:00,08 min             | 25                      | -           | -          | -            | -      |        |
| Andrea Vergani | 200 m Freistil      | 23,32 s                 | 16                      | -           | -          | -            | -      |        |
| Andrea Vergani | 50 m Schmetterling  | 24,74 s                 | 20                      | -           | -          | -            | -      |        |
| Ivano Vendrame | 50 m Freistil       | 23,35 s                 | 16                      | -           | -          | -            | -      |        |
| Ivano Vendrame | 100 m Freistil      | 51,11 s                 | 16                      | -           | -          | -            | -      |        |
| Alessandro Bori (Finale) Manuel Frigo (Vorrunde) Giovanni Izzo Alessandro Miressi Ivano Vendrame                                                                            | 4×100 m Freistil    | 3:21,97 min             | 2                       | -           | -          | 3:20,19 min  | 2      | Silber |
| Sauro Bertolaccini (Vorrunde) Matteo Cinquino Filippo Megli Alessandro Miressi (Finale) Alessio Proietti Colonna                                                            | 4×200 m Freistil    | 7:28,37 min             | 5                       | -           | -          | 7:25,34 min  | 5      | 5      |
| Alex Baldisseri Jacopo Bietti (Vorrunde) Giacomo Carini Lorenzo Glessi (Finale) Alessandro Miressi                                                                          | 4×100 m Lagen       | 3:44,73 min             | 2                       | -           | -          | 3:40,96 min  | 4      | 4      |
| Mixed |                     |                         |                         |             |            |              |        |        |
| Ilaria Cusinato Camilla Tinelli Manuel Frigo Alessio Proietti Colonna | 4×100 m Freistil    | 3:37,88 min             | 3                       | -           | -          | 3:35,64 min  | 4      | 4      |
| Martina Rossi Camilla Tinelli (Vorrunde) Giulia Verona (Finale) Giacomo Carini (Finale) Christian Ferraro (Vorrunde) Alessandro Miressi (Finale) Federico Poggio (Vorrunde) | 4×100 m Lagen       | 4:04,99 min             | 8                       | -           | -          | 3:56,17 min  | 4      | 4      |

### Synchronschwimmen
Hier fanden Jugendwettbewerbe statt. Im Synchronwettbewerb traten U19 (Jahrgang 1997) Schwimmerinnen an.
| Athletinnen | Wettbewerb        | Qualifikation – Freie Kür | Qualifikation – Freie Kür | Finale – Freie Kür | Finale – Freie Kür | Rang |
| Athletinnen | Wettbewerb        | Punkte                    | Rang                      | Punkte             | Rang               | Rang |
| --- | ----------------- | ------------------------- | ------------------------- | ------------------ | ------------------ | ---- |
| Frauen |                   |                           |                           |                    |                    |      |
| Noemi Carrozza | Solo              | 159,4515                  | 5                         | 159,2182           | 5                  | 5    |
| Noemi Carrozza Laila Huric | Duett             | 157,9932                  | 5                         | 158,1265           | 5                  | 5    |
| Beatrice Amadei Raffaella Baldi Maria Antonietta Buccheri Noemi Carrozza Veronica Gallo Laila Huric Claudia Modaelli Enrica Piccoli Ludovica Redaelli Elena Sernagiotto | Team              | 156,4134                  | 4                         | 155,5134           | 4                  | 4    |
| Beatrice Amadei Raffaella Baldi Maria Antonietta Buccheri Noemi Carrozza Veronica Gallo Laila Huric Claudia Modaelli Enrica Piccoli Ludovica Redaelli Elena Sernagiotto | Freie Kombination | 84,8000                   | 4                         | 84,8667            | 4                  | 4    |

### Wasserball
Hier fanden Jugendwettbewerbe statt. Bei den Wasserballteams waren das die U18-Mannschaften (Jahrgang 1998).
| Wettbewerb              | Frauen | Männer |
| ----------------------- | --- | --- |
| Athleten                | Elena Altamura Caterina Banchelli Agnese Cocchiere Anna de Magistris Adele Esposito Chiara Foresta Giulia Millo Domitilla Picozzi Claudia Presta Elisa Quattrini Isabella Riccioli Flavia Schillaci Maria Imma Simonetti | Gabriele Bassani Gaetano Baviera Francesco de Michelis William de Vena Mario del Basso Massimo di Martire Antracite Filippo Fabiano Filippo Tommaso Gavazzi Mario Guidi Antonio Maccioni Edoardo Manzi Gianmarco Nicosia Matteo Spione |
| Gruppenphase            | Frankreich 22:5 Spanien 8:10 Serbien 17:4 Russland 11:11 Slowakei 18:7 | Frankreich 12:5 Russland 9:8 Ukraine 18:6 |
| Viertelfinale           | Niederlande 18:12 | Serbien 7:8 |
| Platzierungsspiele      | – | Ungarn 11:10 Russland 11:6 |
| Halbfinale              | Russland 7:17 | – |
| Finale/Spiel um Platz 3 | Griechenland 7:8 | – |
| Platzierung             | 4. | 5. |

### Wasserspringen
Hier fanden die Junioreneuropameisterschaften der U19 (Jahrgang 1997) statt.
| Athleten                                     | Wettbewerb           | Vorkampf | Vorkampf | Finale | Finale | Rang   |
| Athleten                                     | Wettbewerb           | Punkte   | Rang     | Punkte | Rang   | Rang   |
| -------------------------------------------- | -------------------- | -------- | -------- | ------ | ------ | ------ |
| Frauen                                       |                      |          |          |        |        |        |
| Malvina Catalano Gonzaga                     | Kunstspringen 1 m    | 309,80   | 23       | –      | –      |        |
| Laura Anna Granelli                          | Kunstspringen 3 m    | 354,75   | 12       | 352,00 | 12     | 12     |
| Giulia Rogantin                              | Kunstspringen 1 m    | 349,85   | 13       | –      | –      |        |
| Giulia Rogantin                              | Kunstspringen 3 m    | 339,35   | 20       | –      | –      |        |
| Malvina Catalano Gonzaga Laura Anna Granelli | Synchronspringen 3 m | –        | –        | 235,50 | 6      | 6      |
| Männer                                       |                      |          |          |        |        |        |
| Vladimir Barbu                               | Turmspringen 10 m    | 442,20   | 5        | 473,80 | 6      | 6      |
| Andrea Cosoli                                | Kunstspringen 1 m    | 455,60   | 8        | 431,95 | 11     | 11     |
| Ruslan Adriano Cristofori                    | Kunstspringen 1 m    | 486,95   | 3        | 459,75 | 7      | 7      |
| Ruslan Adriano Cristofori                    | Kunstspringen 3 m    | 481,00   | 5        | 523,30 | 2      | Silber |
| Samuel D’Alessandro                          | Turmspringen 10 m    | 359,30   | 17       | –      | –      |        |
| Francesco Porco                              | Kunstspringen 3 m    | 440,05   | 18       | –      | –      |        |
| Andrea Cosoli Francesco Porco                | Synchronspringen 3 m | –        | –        | 255,39 | 8      | 8      |